# Rebbie Jackson
Maureen Reillette ("Rebbie") Jackson (Gary, Indiana, 29 mei 1950) is een Amerikaans zangeres. Ze is het oudste kind van Joseph Jackson en Katherine Jackson en een zus van onder anderen Michael en Janet Jackson.

## Biografie
Rebbie Jackson werd in 1950 geboren als eerste kind in de later wereldberoemde familie Jackson. Ze fungeerde tijdens haar jeugdjaren vaak als oppasser voor haar jongere broers en zussen. Haar zus La Toya is op dezelfde dag jarig, maar is zes jaar jonger. Kort na het behalen van haar highschooldiploma in 1968 trouwde Rebbie met haar jeugdliefde Nathaniel Brown. Hiermee ging ze in tegen de wens van haar vader, die het huwelijk en het stichten van een gezin onverenigbaar vond met de muzikale carrière die hij voor haar in het verschiet zag liggen. Zelf had ze op dat gebied echter weinig ambities. Jackson en Brown verhuisden naar Kentucky en kregen samen drie kinderen (in 1971, 1977 en 1985). Brown overleed in 2013 aan kanker.

### Carrière
Jackson begon haar entertainmentcarrière in 1974, toen ze voor het eerst met haar broers en zussen optrad tijdens shows in het MGM Grand Hotel and Casino in Las Vegas, Nevada. Daarna verscheen ze tevens in de tv-serie The Jacksons en was ze actief als achtergrondzangeres bij artiesten als The Emotions, Betty Wright en Lou Rawls.
Op 34-jarige leeftijd bracht Jackson haar debuutalbum Centipede (1984) uit. Het album bevat nummers geschreven door Smokey Robinson, Prince en haar broers Michael, Randy en Tito. Michaels bijdrage, het titelnummer Centipede, werd Rebbies meest succesvolle single en in de Verenigde Staten bekroond met een gouden plaat. Tegen het einde van de jaren tachtig had de zangeres nog twee albums uitgebracht: Reaction in 1986 en R U Tuff Enuff in 1988. Deze brachten beide geen grote hits voort, al bereikte de single Plaything (1988) de top 10 van de Hot R&B/Hip-Hop Songs.
Vervolgens zette Jackson haar professionele activiteiten op een lager pitje. In 1989 werkte ze samen met haar andere familieleden nog wel mee aan de single 2300 Jackson Street van The Jacksons. Verder zong ze in 1995 Forever Young van Bob Dylan voor de soundtrack van de film Free Willy 2: The Adventure Home.
Na een 10-jarige hiaat in haar muzikale carrière kwam Jackson in 1998 terug met het album Yours Faithfully. De productie van dit album, haar laatste tot nu toe, was een samenwerking met artiesten en producenten als Men of Vizion's Spanky Williams, Keith Thomas en Eliot Kennedy. Het bevatte ook bijdragen van haar kinderen. In 2011 begon ze aan de "Pick Up The Phone Tour", die gewijd werd aan tieners die zelfmoord hebben gepleegd in de Verenigde Staten.

## Discografie

### Studioalbums
- Centipede (1984)
- Reaction (1986)
- R U Tuff Enuff (1988)
- Yours Faithfully (1998)

### Singles
- Centipede (1984)
- A Fork in the Road (1984)
- Reaction (1986)
- You Send the Rain Away (1986, duet met Robin Zander)
- Plaything (1988)
- R U Tuff Enuff (1988)
- Yours Faithfully (1998)

- Bibliothèque nationale de France: cb138955232 (data)
- Gemeinsame Normdatei: 134415442
- International Standard Name Identifier: 0000 0000 5514 9794
- Library of Congress Control Number: n91108611
- MusicBrainz: 78bb7e34-0e7f-4103-b180-5274d11e50da
- Virtual International Authority File: 69115811
- WorldCat: E39PBJg4pdk43Ff9CTfvYR9dQq